# Eine Duplik
Die Duplik von Lessing entstand im Zuge des Fragmentenstreits, im Speziellen durch die Kontroverse mit Johann Heinrich Reß. Sie ist eine Antwortschrift Lessings auf Reß‘ Auferstehungsgeschichte Jesu Christi.

## Entstehung
Während der Auseinandersetzungen um die Reimarus-Fragmente, dem Fragmentenstreit,  veröffentlichte Johann Heinrich Reß 1777 „Die Auferstehungsgeschichte Jesu Christi gegen einige im vierten Beytrage zur Geschichte und Litteratur aus den Schätzen der Herzoglichen Bibliothek zu Wolfenbüttel gemachte neure Einwendung vertheidiget“. Die Antwort Lessings auf diese Veröffentlichung ist die Duplik. 

## Inhalt
Die Duplik von Lessing besteht aus einem einleitenden Teil und der detaillierten Auseinandersetzung mit den zehn Widersprüchen aus den Reimarus-Fragmenten, die Reß in seiner Auferstehungsgeschichte Jesu Christi zu entkräften versucht. Lessing wiederum widerlegt Punkt für Punkt die Entkräftungsversuche von Johann Heinrich Reß. Da die Argumentation von Reß zum Teil wenig überzeugend und nicht immer logisch ist, fällt es Lessing leicht, diese zu widerlegen und als nicht haltbar zu beweisen. Mit überlegener Rhetorik und Wissen, aber auch scharfen und spöttischen Äußerungen, führt Lessing seine Duplik.
Reß selbst wird namentlich nicht genannt und wie Reimarus zunächst als Ungenannter bezeichnet. Lessing gibt vor weder  Namen noch Beruf des Autors der Auferstehungsgeschichte Jesu Christi zu kennen und nennt Reß daraufhin in der Duplik seinen Nachbarn.    

### Vorrede
Bevor Lessing alle Entkräftungsversuche von Reß widerlegt, gibt es in der Duplik einen einleitenden Teil, der wiederum in eine kurze Einleitung und drei Punkte untergliedert ist. 
Eingangs betont Lessing einerseits seine neutrale Position und stellt andererseits seine Überzeugung von der Wahrheit dar, die sich zwischen der von Reimarus und Reß befindet.

#### Erster Teil
Lessing gibt vor nicht zu wissen, wer der Ungenannte ist. Er nimmt Abstand von der Position des Ungenannten, möchte aber, dass ihm eine gerechte Beurteilung widerfährt und nimmt eine Mittlerrolle ein. Er appelliert an die Menschlichkeit und betont, dass die Suche nach der Wahrheit und die Aufrichtigkeit, mit der man sucht, wichtiger seien, als der vermeintliche Besitz der Wahrheit.

#### Zweiter Teil
Wieder betont Lessing, er wisse nicht, wer der Ungenannte sei und distanziert sich noch mehr von der Position des Reimarus. Lessing warnt davor, zu strenge Maßstäbe an die Evangelisten zu setzen, da Geschichtsschreiber aus jener Zeit auch nicht so streng beurteilt werden würden. Lessing bezieht sich wieder auf die Menschlichkeit und damit auch auf die Möglichkeit der Entstehung von menschlichen Fehlern. Er kritisiert vor allem die Harmonisten und wehrt sich dagegen, dass alle Widersprüche zwingend aufgelöst werden müssen. Die Rolle des Heiligen Geistes relativiert er ebenso wie er feststellt, dass das damals Geschriebene auch aus seiner Entstehungszeit heraus verstanden werden müsse. Mit Gleichnissen, wie dem ungewissen Fundament eines Tempels oder dem Gerüst eines Hauses beim Bau, unterstützt er seine Argumentation.

#### Dritter Teil
Lessing macht deutlich, dass es nicht einfach ist, die Widersprüche aus den Reimarus-Fragmenten wirklich schlüssig zu erklären. Er betont ebenfalls sich nur mit den zehn Widersprüchen auseinanderzusetzen, die er sich selbst auch zu Eigen gemacht hat. Mit herausforderndem Ton beginnt er seine Widerlegungen.

### Auseinandersetzung mit den Widersprüchen

#### Erster Widerspruch
Der erste Widerspruch findet sich zwischen Lukas (XXIII, 56.) und Markus (XVI, 1.). Bei Lukas kaufen die Frauen, die Jesus nach der Kreuzigung salben wollen, ihre Specereien am Freitagabend, d. h. vor dem Sabbat, bei Markus erst am Sonntag, also nach dem Sabbat. Lessing widerlegt die Argumentation Reß unter anderem durch seine Sprachkenntnisse und greift ihn in diesem Punkt zum ersten Mal persönlich an.

#### Zweiter Widerspruch
Der zweite Widerspruch findet sich zwischen Johannes, Markus und Lukas. Es geht um die Art der Bestattung Jesu Christi, die Markus und Lukas anders darstellen als Johannes. Lessing wirft Reß vor, den Kern der Sache nicht verstanden zu haben. Sein Ton wird zunehmend spöttischer und auch die Dialogstruktur von Reß Unterredungen zur Verteidigung der Auferstehungsgeschichte greift er an. Seine Kritik gilt abschließend vor allem der Harmonie und damit dem Versuch, die Widersprüche um jeden Preis zu entkräften.

#### Dritter Widerspruch
Der dritte Widerspruch findet sich zwischen Matthäus und den übrigen Evangelisten. Hier geht es um die Entdeckung des leeren Grabes, genauer darum, wann das leere Grab entdeckt wurde. Lessing geht Satz für Satz die Argumentation Reß‘ durch und spottet über die emotionale Darstellung der Maria durch Reß, indem er sie ebenso emotional darstellt. Lessing greift zu einem neuen Mittel für seine Argumentation, indem er ein fiktives Leser-Autor-Gespräch entstehen lässt und auf diese Weise mit dem fiktiven Leser die betreffende Matthäuspassage durchspricht und sich darin immer wieder negativ über seinen „Nachbarn“ äußert.  Er schließt erneut mit einer Kritik an der Harmonie.

#### Vierter Widerspruch
Der vierte Widerspruch betrifft die Anzahl der Engel, die bei der Auferstehung Jesu Christi zugegen waren. Lessing argumentiert, dass eine genaue Anzahl gar nicht zu bestimmen wäre, da die Evangelisten offenbar die Engel nicht zählen. Auch hier beendet er seine Widerlegung mit einer Kritik an der Harmonie.

#### Fünfter Widerspruch
Der fünfte Widerspruch findet sich zwischen Lukas und Johannes. Es geht dabei um Maria Magdalena, die bei Lukas zusammen mit anderen Frauen von der Auferstehung berichtet und bei Johannes dies alleine tut. Für Lessing ist die Argumentation von Reß unverständlich und unlogisch. Er beweist erneut sein sprachliches Können und greift Reß wieder direkt an, indem er ihm vorwirft zu schlafen. Seine Angriffe lassen den Schluss zu, Reß würde nur eine geringe Aufnahmefähigkeit besitzen und nicht ganz bei Sinnen sein. Des Weiteren greift Lessing erneut die Harmonisten an und unterstellt dem ihn angeblich unbekannten Nachbarn, kein Theologe sein zu können, sondern ein Laie. Reß war Theologe. Lessings Ton wird zunehmend schärfer und angreifender, aber auch spöttischer. Betonte Lessing zu Beginn seiner Widerlegungen, nicht zu wissen, wie lange er Lust habe, sich auf diese Sache einzulassen, ist er an dieser Stelle mit Leib und Seele dabei und schließt diesen Punkt mit einem: „Mutig, an die andre Hälfte nur auch“.

#### Sechster Widerspruch
Der sechste Widerspruch findet sich zwischen Matthäus und Johannes und betrifft die erste Erscheinung des wiederauferstandenen Jesus. Nach Matthäus erschien Christus zuerst Maria Magdalena, die sich auf dem Rückweg zur Stadt befand. Nach Johannes erschien Christus zuerst vor der Tür des Grabes. Lessing erklärt die Argumentation Reß‘ erneut für unhaltbar und bezweifelt, dass ihnen derselbe Text vorlag. Er verdeutlicht, dass auch bei dem größten Streben nach Harmonie sich dieser Widerspruch nicht einwandfrei auflösen ließe und von Augustinus schon einmal bearbeitet wurde.

#### Siebter Widerspruch
Der siebte Widerspruch betrifft die Berührung des Auferstandenen. Matthäus schildert, dass die Frauen die Füße Jesus berührten, Lucas spricht davon, Jesus selbst habe die Jünger ermutigt, ihn zu berühren und Johannes schreibt darüber, dass Jesus Thomas befohlen habe, ihn zu berühren, Maria Magdalena dies jedoch nicht gestattete. Lessing weigert sich, aufgrund der Art und Weise Reß‘ Argumentation, anzuerkennen, Reß habe diesen Widerspruch ausgeräumt.

#### Achter Widerspruch
Der achte Widerspruch findet sich zwischen Matthäus, Markus und Lukas. Es geht um die Anweisungen, die Jesus den Jüngern nach seiner Auferstehung erteilt hat. Lessing greift Reß an, indem er ihn als "blindes Huhn" betitelt, welches auch einmal ein Korn findet. Gleichzeitig greift er Reß‘ rhetorisches Vorgehen bei seinen Unterredungen in der Auferstehungsgeschichte an. Vers für Vers folgt Lessing Reß‘ Argumentation und schließt damit, diese nicht nachvollziehen zu können.   

#### Neunter Widerspruch
Der neunte Widerspruch findet sich zwischen Matthäus und Johannes. Es geht um den genauen Ort der Erscheinung Jesu Christi vor seinen Jüngern. Lessing greift abermals die Harmonisten an und beweist, dass der Widerspruch ganz deutlich nicht aufgelöst wurde. Er schließt mit einem offenen Satz als Überleitung zum zehnten Widerspruch.

#### Zehnter Widerspruch
Der zehnte Widerspruch ist genau genommen eine tiefergehende Auseinandersetzung des neunten Widerspruchs. Lessing vollzieht auch in diesem Punkt genau die unschlüssige Argumentation von Reß nach. Er schließt, der Argumentation müde und ernüchtert.
Er beendet die Duplik mit einer Begründung und Rechtfertigung der Bezeichnung Duplik.

## Wirkung
Lessing demonstriert trotz seiner polemischen Äußerungen immer wieder sein rhetorisches Können. Durch seine Überlegenheit, aber auch durch die wenig überzeugende Argumentation von Johann Heinrich Reß, beweist Lessing, dass ihm in diesem Teil des Fragmentenstreits kein ernstzunehmender Gegner gegenübersteht. 
Lessing geht bei seiner Widerlegung trotz seiner Gefühlsausbrüche sehr genau und wesentlich logischer vor als Reß. Die Duplik bleibt Lessings einzige Antwort auf Reß' Schriften. 